# BeBox

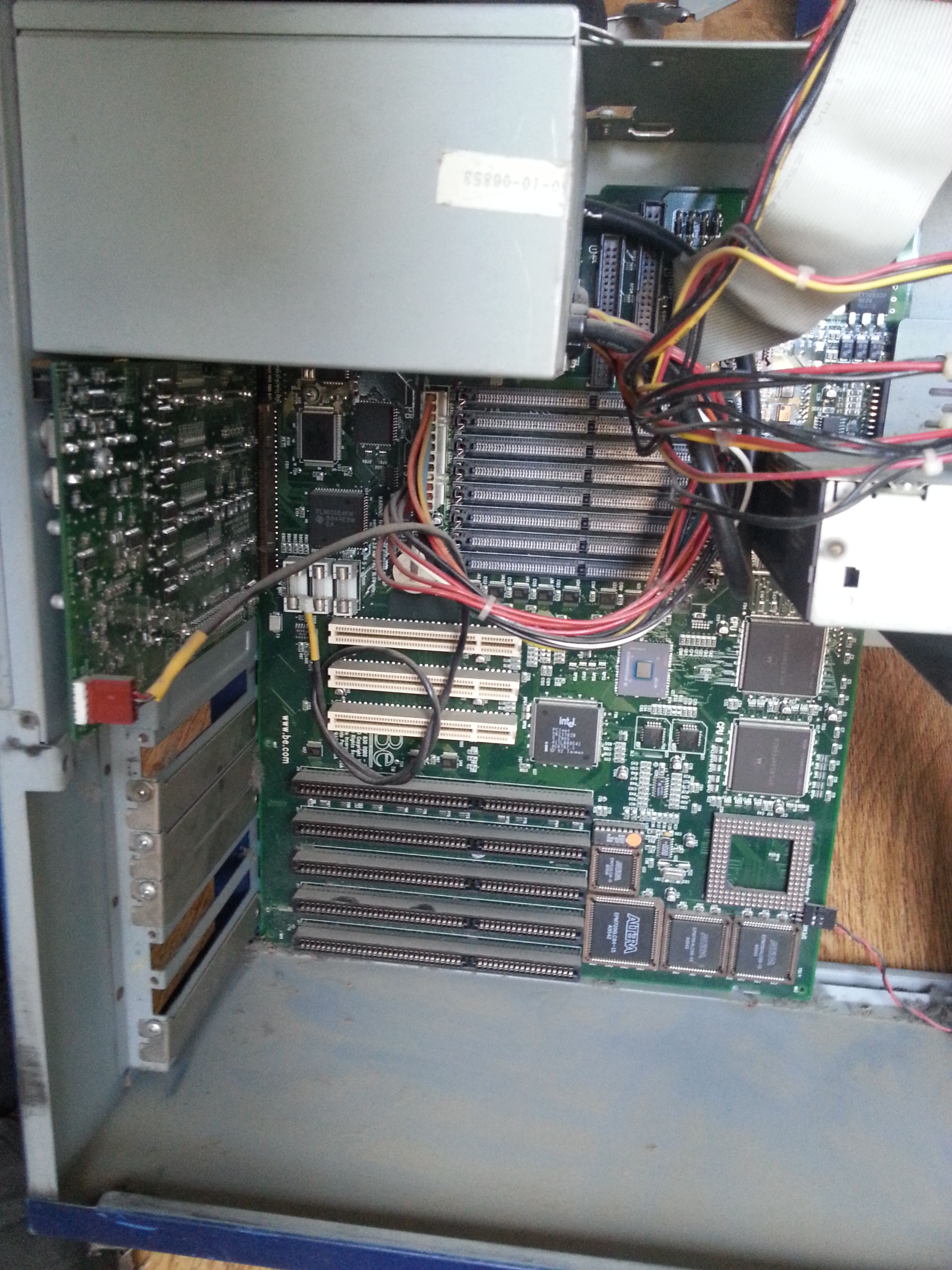
Placa madre y de entrada/salida

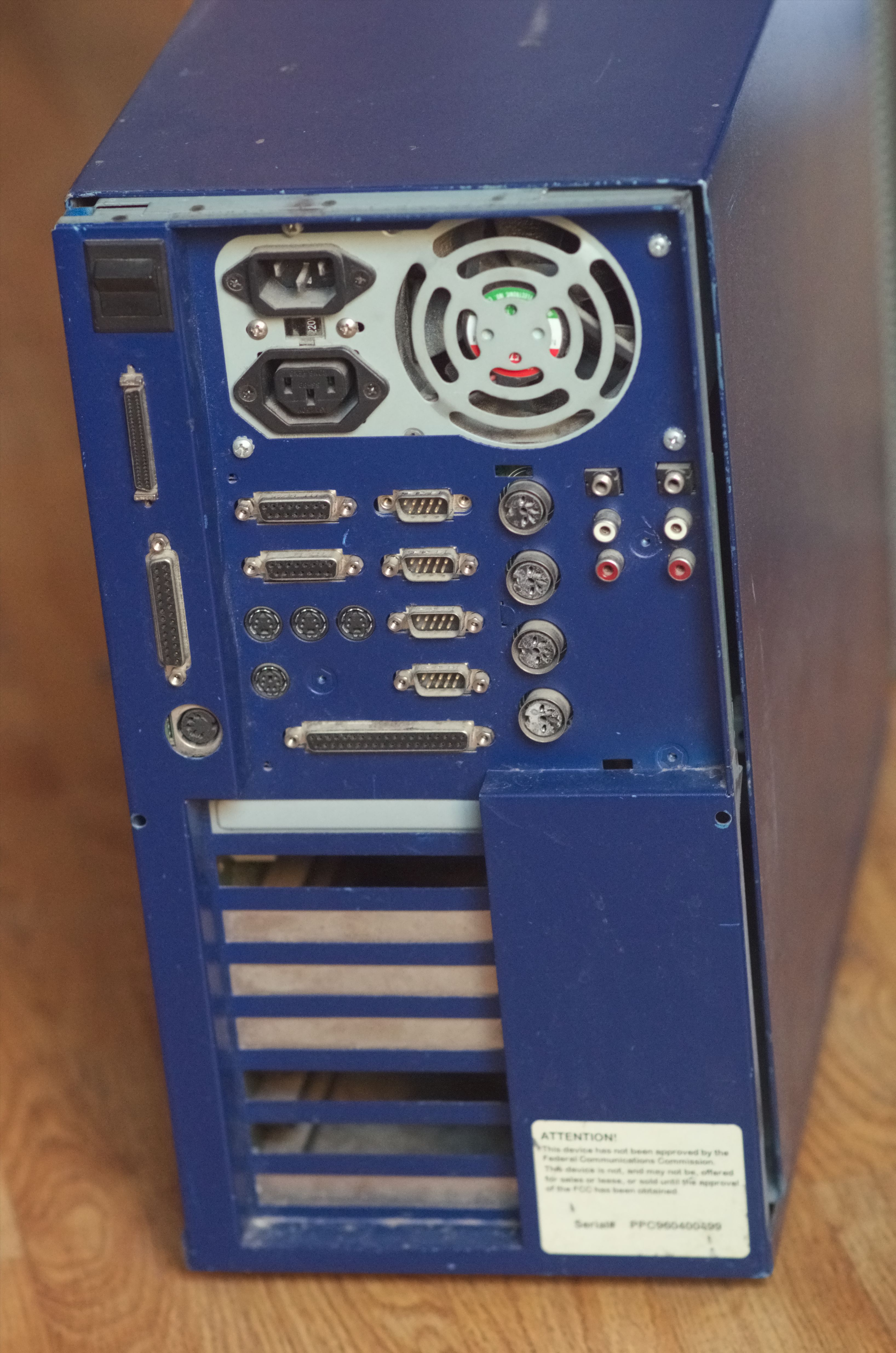
Conectores de la placa de entrada/salida

El BeBox es un ordenador personal del tipo estación de trabajo (workstation) diseñado y comercializado por Be Inc. que utilizaba el sistema operativo BeOS, creado por esa misma empresa. Tiene dos microprocesadores PowerPC, su placa de entrada/salida tiene tres GeekPort propietarios y el bisel frontal tiene "Blinkenlights".
El BeBox fue lanzado al mercado en octubre de 1995 con una doble CPU PowerPC 603 a 66 MHz (BeBox Dual603-66).
Un nuevo modelo de agosto de 1996 utilizaba el PPC603e a 133 MHz (BeBox Dual603e-133). El 30 de enero de 1997 cesó la fabricación, tras la conversión de BeOS a la plataforma Power Macintosh centrándose al empresa en el  desarrollo de versiones del BeOS para los ordenadores Macintosh así como en diverso tipo de software para el sistema operativo BeOS.
Se vendieron en torno a mil unidades de BeBox Dual603-66 y ochocientas de BeBox Dual603e-133.
El creador de BeBox, Jean-Louis Gassée, no vio el BeBox como un dispositivo de consumo general, advirtiendo que antes de permitirle usar el BeBox, creemos que debe tener alguna aptitud para la programación; el lenguaje estándar es C++.

## Configuración de CPU
Los prototipos iniciales están equipados con dos procesadores AT&T Hobbit y tres DSPs AT&T 9308S.
Los modelos de producción utilizan dos microprocesadores PowerPC 603 a 66 MHz o dos de  PowerPC 603e a 133 MHz. Existen prototipos que tienen CPU duales de 200 MHz o cuatro CPU, pero nunca estuvieron disponibles públicamente.

## Placa principal
La placa principal tiene un formato AT estándar que se encuentra comúnmente en un compatible IBM PC. Utiliza componentes de PC estándar para hacerlo lo más económico posible.
- Procesador: dos PowerPC 603/66 MHz o 603e/133 MHz
- Memoria RAM: Hasta 256 Megabytes en ocho SIMMs de 72 pines
- Flash ROM: 128 Kilobytes
- Tres zócalos PCI
- Cinco zócalos ISA
- Conector interno SCSI
- Conector interno Integrated Drive Electronics
- Conector interno de disquetera
- Conector externo SCSI-2
- Puerto paralelo
- Conector de teclado tipo AT
- Tres fusibles GeekPort
- Conector de placa madre de E/S
- Conector de panel frontal
- Conector de alimentación
- Teclado QWERTY IBM AT estándar de 102 teclas Usa el mismo conector DIN5.

## Placa deentrada/salida
La placa de entrada/salida ofrece cuatro puertos serie DE-9, un conector PS/2 de ratón, dos puertos de joystick DA-15
Hay cuatro puertos MIDI con conector DIN de 5 pines, dos de entrada y dos de salida, dos pares (para estéreo) de conectores RCA de entrada y salida de audio, un par de minijacks de 3,5 mm para entrada de micrófono y salida de auriculares. También hay conectores de audio internos: una tira de 5 pines para el sonido conectados a la unidad de CD-ROM y dos tiras de 4 pines para entrada de micrófono y salida de auriculares. El audio se produce con un sistema de sonido estéreo DAC de 16 bits con capacidad de 48 kHz y 44,1 kHz.
Para los usos menos habituales, hay tres conectores Mini-DIN de 4 pines para entrada/salida IrDA.
El GeekPort, un conector C-37 de 37 pines, es un puerto orientado al desarrollo electrónico experimental, respaldado por tres fusibles en la placa base, proporciona conexiones de entrada/salida digitales y analógicas y alimentación de corriente continua en el bus ISA:
- Dos puertos independientes de 8 bits bidireccionales
- Cuatro pines A/D conectados a un conversor de señal analógica a digital de 12 bits
- Cuatro pines D/A conectados a un conversor de señal digital a analógica de 8 bits independiente
- Dos pines de conexión a tierra.
- Once pines de alimentación y tierra: dos a +5 V, uno a +12 V, uno a -12 V, siete pines de tierra

## "Blinkenlights"
Dos matrices de LED verticales de color amarillo/verde, denominadas "luces intermitentes", están integradas en el bisel frontal para ilustrar la carga de la CPU. El LED de la parte inferior del lado derecho indica la actividad del disco duro.